# Colombiers (Cher)
Colombiers é uma comuna francesa na região administrativa do Centro, no departamento de Cher. Estende-se por uma área de 9,51 km². Em 2010 a comuna tinha 425 habitantes (densidade: 44,7 hab./km²).